# Герб Чёрной Холуницы
Герб Чернохолуницкого сельского поселения — опознавательно-правовой знак, составленный и употребляемый в соответствии с правилами геральдики, служащий символом Чернохолуницкого сельского поселения Омутнинского района Кировской области Российской Федерации, и посёлка Чёрная Холуница, являющегося его административным центром.

## Описание герба
Описание герба:
В серебряном поле с вогнутой лазоревой оконечностью чёрный круг, обременённый сообразно изогнутой золотой ящерицей-саламандрой с червлёными глазами.

## Обоснование символики
Обоснование символики:
Герб языком геральдических символов передает природные, исторические и экономические особенности Чернохолуницкого сельского поселения.
Чёрная Холуница — посёлок у одноимённой реки, возник как поселение при железоделательном заводе в 1766 году. Чёрное ядро (изображено в гербе чёрным кругом) — знак чёрной переделки железа, и одновременно — «говорящий» символ, указывающий на название поселения.
Геральдической традицией Омутнинского района является использование в гербах муниципальных образований ящерицы-саламандры. Огненная или обыкновенная саламандра в чёрном ядре символизирует металлургическую промышленность, имеющую на территории района богатые традиции более 250 лет, а также указывает на принадлежность поселения к Омутнинскому району.
Лазоревая вогнутая оконечность символизирует пруд, который был выкопан ещё для нужд завода в XVIII веке. Пруд и сегодня является не только уникальной природной достопримечательностью поселения, но имеет важное экономическое значение — здесь занимаются промышленным разведением рыбы, что при отсутствии крупных производств (завод был закрыт в 50-е годы) трудно переоценить.

## История создания
- 24 марта 2016 — герб поселения утверждён решением Чернохолуницкой сельской Думы. Авторскую группу создания герба составили Евгений Дрогов и Ирина Феофилактова (Киров)[1][2].
- Герб Чернохолуницкого сельского поселения включён в Государственный геральдический регистр Российской Федерации под № 10918[1][2].